# Gelis uniformis
Gelis uniformis är en stekelart som först beskrevs av Dalla Torre 1902.  Gelis uniformis ingår i släktet Gelis och familjen brokparasitsteklar. Inga underarter finns listade i Catalogue of Life.